# 黛安·基顿
黛安·基顿（Diane Keaton，1946年1月5日—），美国电影演员、导演和制作人，曾获得过奥斯卡最佳女主角奖。基顿从舞台上开始她的演艺生涯，1970年初次登上银幕。她的第一个主要角色是1972年电影《教父1》中的凯·亚当斯。之后她和导演及联合主演伍迪·艾伦一起合作了《呆头鹅》（Play It Again, Sam）、《傻瓜大闹科学城》和《爱与死》（Love and Death），从而确定了她喜剧演员的风格。她的下一部影片《安妮·霍尔》使她荣获奥斯卡最佳女主角奖。
在喜剧获得成功后，基顿决定尝试其它不同类型的角色。她在《赤色分子》和《马文的房间》里的出色表演使她荣获两个奥斯卡最佳女主角提名。她出演的高票房的电影还包括《新岳父大人》、《大老婆俱乐部》和《爱是妥协》。她的电影在北美市场总计票房收入达11亿美元。
基顿多才多艺，除了银幕表演以外，她还是摄影师、不动产投资商和歌手。

## 早期生活和教育
黛安·基顿出生于加利福尼亚州洛杉矶，原名黛安·霍尔，是杰克·霍尔和多萝西·基顿四个孩子中的长女。父亲杰克是一个土木工程师，爱尔兰裔美国人，天主教徒；而母亲多萝西是一个业余摄影师，信奉卫理宗。基顿跟随她母亲成为一个卫理宗教徒。在目睹母亲获得一项面向家庭主妇举办的“洛杉矶夫人”活动胜利后，她决心将来成为一个演员。凯瑟琳·赫本是她崇拜的对象，她很喜欢赫本演绎的坚定而独立银幕女性，也影响她走上演艺之路。
1964年，基顿从圣安娜高中毕业，在学校学习期间，她参加了声乐和表演俱乐部，并主演了学校话剧《欲望号街车》的女主角布兰奇·杜波依斯。毕业后，她进入圣安娜学院深造，之后在橙色海岸学院学习表演，一年后她就离开学校，开始了在曼哈顿的演艺生涯。在加入演员平等协会的时候，她将自己的姓改为她母亲的婚前姓名基顿。她还曾在夜总会兼职做歌手表演，不过持续时间不长。后来，她出演的电影《安妮·霍尔》和《岁月流声》（Radio Days）中也有在夜总会表演的镜头。
基顿开始在纽约奈伯福特剧院（Neighborhood Playhouse）系统学习迈斯勒表演技巧，这是由表演指导桑福德·迈斯勒创造的一套系统的表演方法，流行于1920年代。和她一起合作《爱是妥协》的杰克·尼科尔森如此评价她，“在电影开拍之前，她已经完全理解并背熟了剧本，据我所知，没有别的演员能做到这点。”
1968年，基顿成为百老汇音乐剧《头发》（Hair）的替角。尽管剧本没有要求演员裸体，当所有其它演员都裸体表演时，基顿却拒绝脱去衣服，她也因此遭到了别人指责。（那些裸体表演的演员得到了50美金的特别补助。）在《头发》剧组表演了9个月以后，她参加了伍迪·艾伦制作的戏剧《呆头鹅》的选角，虽然由于身高原因差点落选（基顿身高为1.73米，比艾伦高5厘米），最终她赢得了该角色。

## 演艺生涯

### 1970年代
基顿因在《呆头鹅》的表演而获得托尼奖的提名，之后她参加了电影《爱情游戏》（Lovers and Other Strangers）的拍摄，也是她的电影处女作。接下来又相继客串出演《夜间画廊》（Night Gallery）等电视剧。
1972年，在弗朗西斯·科波拉執導的經典幫派電影《教父1》中，基顿饰演迈克尔·柯里昂（由艾尔·帕西诺扮演）的女友凯·亚当斯，这个角色对于基顿来说是突破性的。科波拉在观看了基顿在《爱情游戏》中的表演而邀请她出演《教父1》，他相信基顿能演出亚当斯古怪的性格。基顿说那个时期她在电影界被评价为“怪癖的女演员”（the kooky actress）。她在片中松弛的表演来自她自己的生活经验，她自己戏称在戲劇内外她都是“生活在男人世界的女人”。《教父》获得了空前的赞誉和商业成功，并摘得1972年的奥斯卡最佳影片奖。
两年后，她再度出演《教父2》中的同一角色。起初，她很勉强地接受了这个角色，“起初，我不愿意再次扮演教父续集的凯，当我读了剧本之后，发现角色比上一部电影更真实重要。”在续集中她的角色有了较大变化，比以前更痛恨她丈夫所幹的事情。尽管如此，舆论普遍认为她扮演的角色在电影中无足轻重。《时代杂志》认为她在《教父1》的表演很不显眼，在《教父2》中也是毫无生機的。
1970年代，基顿其它有名的电影几乎都和伍迪·艾伦相关，基顿出演了艾伦制作导演的一系列喜剧电影如《傻瓜大闹科学城》、《爱与死》、《我心深处》（Interiors）、《曼哈顿》（Manhattan）和赫伯特·罗斯导演的电影版《呆头鹅》。
1977年，基顿和艾伦一起主演罗曼喜剧《安妮·霍尔》，在片中饰演安妮·霍尔，也是她一生中最著名的角色之一。该片由艾伦编剧并导演，当时两人是情人关系，因此影片也被认为是艾伦和基顿的自传。艾伦笔下的安妮·霍尔和基顿也有关联，安妮是基顿的妮称，而霍尔是基顿原来的姓。很多基顿特有的怪癖和她喜欢自嘲的幽默感也被艾伦加入到角色中。（导演南茜·迈耶斯曾经评价黛安是世界上最喜欢自嘲的人。）基顿自己也认为艾伦描写的这个角色是自己的“理想版”。两人饰演一对生活在纽约的恋人，偶然相识又分手，片子最突出的是浓郁的生活气息，既有人生艺术的感悟，又有深奥的哲理。该片获得了艺术上和商业上双重成功，获得了奥斯卡最佳影片奖，基顿也凭借在该片中的出色表演获得了奥斯卡最佳女主角奖。
基顿在《安妮·霍尔》中穿着古怪的服装，主要是男子服装，包括领带、马甲、宽松裤和浅顶软呢男帽。其中电影中的大部分衣服就是基顿自己的，在该电影拍摄之前她就形成这种男子气的穿衣风格很多年了。在电影发行后，男子服装成为女士的流行服饰。她很快因喜好穿男装而出名，《旧金山纪事报》评论“总是能轻易在人群中找到她，在帕萨迪纳市90华氏度的温度下穿高领毛衣的唯一女子。”2003年，基顿出席奥斯卡颁奖典礼时戴着男子的圆顶硬礼帽和男子晚礼服。她经常被时装设计师理查德·布兰克威尔先生列入他自己的年度最差着装女士名单。
1977年9月26日，著名人像摄影师道格拉斯·柯克兰为基顿拍摄的照片登上了《时代杂志》的封面，并被誉为是目前电影界最好的女演员。同年，她开始不再拍摄擅长的喜剧类电影而转向剧情类电影。根据裘迪丝·劳斯纳小说改编的电影《寻找顾巴先生》（Looking for Mr. Goodbar）是她的转型之作。在电影中她饰演一个过着双重生活的女子，白天是天主教的聋儿学校老师，晚上则出没于夜总会，享受靡烂的性生活。在得知这个角色是历史上的一个心理学案例后，基顿对这个角色产生了兴趣。
在表演之外，基顿还表示“这辈子我还想成为一个歌手”。1971年音乐剧《头发》的原声大碟是她的第一张唱片。1977年，她开始录制她的独唱专辑，但是从来没有发行过。

### 1980年代

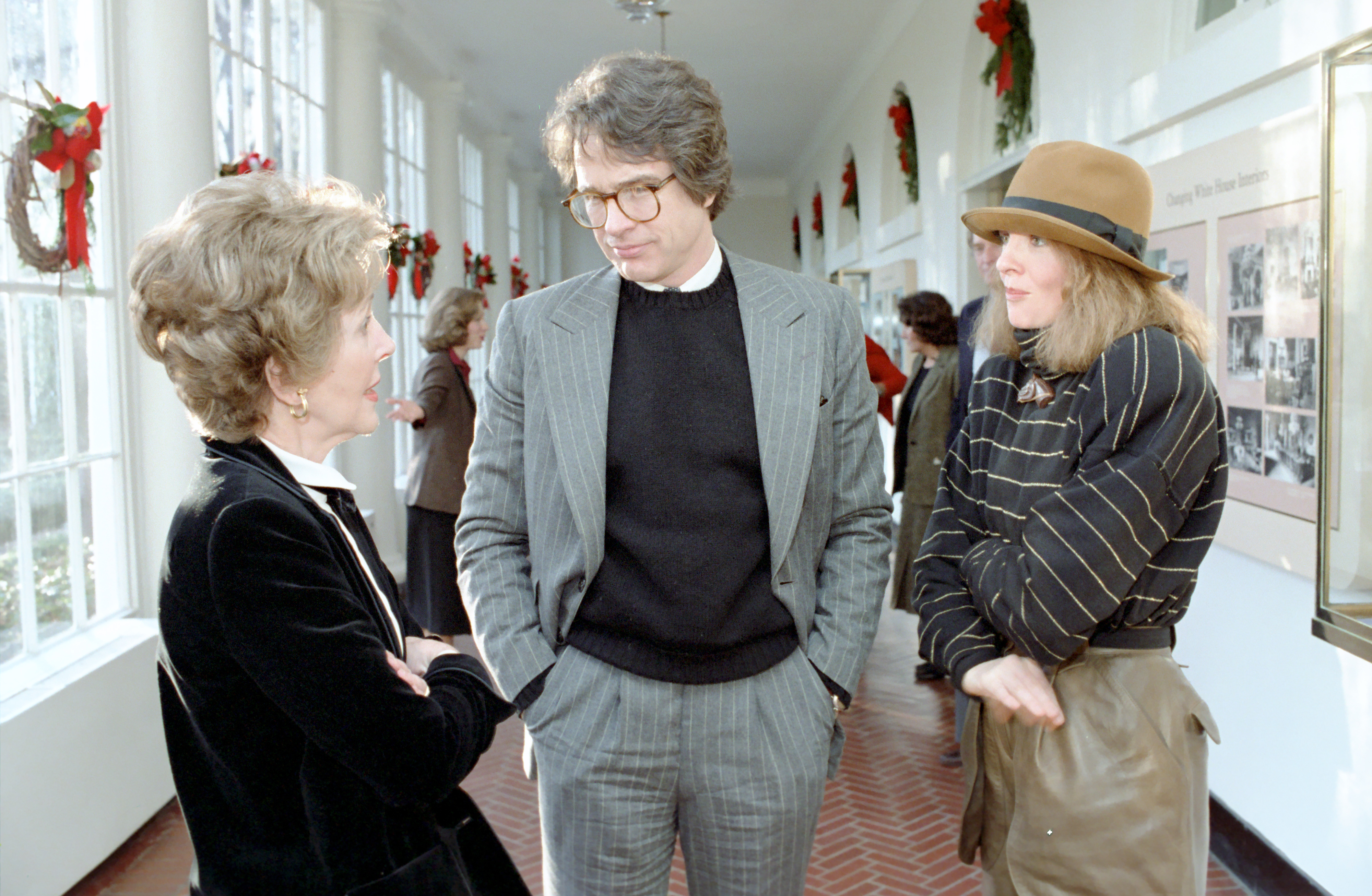
黛安、沃伦·比蒂和美国第一夫人南希·里根 在白宮,12月 1981

1979年电影《曼哈顿》摄制完成后，基顿和艾伦长时间的合作也告一段落，直到1993年他们才再度合作。1978年，基顿爱上了沃伦·比蒂，两年后，比蒂邀请基顿出演他的新片《赤色分子》，饰演路易丝·波南特，波南特是一个压抑的家庭主妇，1917年离开丈夫和激进记者约翰·里德一起工作，后来两人赴俄罗斯采访，记录了俄罗斯内战。《纽约时报》评价基顿，“她就是路易丝·波南特—美丽、自私、风趣而压抑。这是她迄今以来演绎得最好的角色。”基顿也因此片获得她的第二次奥斯卡提名。
比蒂是在观看了《安妮·霍尔》后，认为基顿自然流露的紧张和局促不安正是波南特这个角色需要的。从1977年《赤色分子》筹备以来，影片的制作一拖再拖，以至于基顿认为这部影片永远不会完成而决定离开剧组。1981年，影片终于完成。2006年接受《浮华世界》杂志采访的时候，基顿形容她在该片的角色“就是一个普通人，没有什么特别之处...我知道那个角色看起来是处在危险的境地。”助理导演西蒙·拉尔夫则评价路易丝·波南特是基顿所扮演的最难的角色之一，当时“她几乎崩溃”。
1984年，《女鼓手》（The Little Drummer Girl）是基顿第一次涉足恐怖电影，该片在商业上惨败，评论界认为最大的原因是选角失误。《新共和周刊》撰文，“该片最重要的角色，是由黛安·基顿扮演的，因为她，影片变得支离破碎。她演得那么拙劣，那么偏离角色。”两年后，基顿和杰西卡·兰格、希茜·斯派塞克一起主演《心灵的罪恶》（Crimes of the Heart），该剧本改编自贝思·亨利获得普利策奖的作品，上映后表现平平。1987年，她首次出演商业电影《婴儿炸弹》（Baby Boom），由南茜·迈耶斯编剧并制片。基顿在影片中扮演一个曼哈顿的职业妇女，突然需要照顾一个孩子，从而引发笑料。同年，她在艾伦的电影《岁月流声》中客串了一个夜总会歌手。1988年的《好母亲》（The Good Mother）是基顿的一个败笔，票房受挫，她自己形容该片是“一个巨大的失败”，而评论家也把该片批评得一文不值，《华盛顿邮报》评论：“她的表演退步了-她努力让观众去接受一个她自己都不信服的角色。”
1987年，基顿编剧并导演了她的第一部故事片，片名为《天堂》（Heaven），是一部讲述晚年的记录影片。该片褒贬不一。接下来的4年中，基顿又导演了一部描写比琳达·卡莱尔等艺术家的音乐片、两部由帕特丽夏·阿奎特主演的电视电影和系列剧《中国海滩》（China Beach）和《双峰》（Twin Peaks）中的剧集。

### 1990年代
1990年代，基顿是好莱坞最受欢迎和多才多艺的女演员之一。她步入中年，开始转向成熟女性角色，经常扮演中产阶级家庭的家长。她很小心地选择剧本，避免自己成为类型演员。她说：“当你演了一个受欢迎的角色后，你会收到大量类似的角色的剧本...我尝试跳出那些普通的角色，演绎一些不同的东西。”
她参与了影片《柠檬姐妹》（The Lemon Sisters）的制作，片子完成后被搁置了一年。1991年，她和史蒂夫·马丁联袂主演了喜剧《新岳父大人》。由于《好母亲》的票房失利，她还差点不能出演《新岳父大人》，因为两部影片都是华特迪士尼影片制作的。《新岳父大人》是基顿经历了4年票房低潮后的再度成功。
接下来的四年，基顿继续她的成功。《旧金山调查者》等媒体再度将基顿和凯瑟琳·赫本相提并论：“1970年代她演绎的角色都有她自己的影子，紧张而不自信，如今的她像凯瑟琳·赫本那样，富有母性的光辉，她是一个伟大而聪明的女演员，她不需要靠顽固和急躁来争取男女平等。”
1990年，基顿在《教父3》中再度出演凯·亚当斯。剧情背景设置为《教父2》21年后，凯成为迈克尔·柯里昂的前妻。舆论界再次认为基顿的角色在片中无足轻重。《华盛顿邮报》评论道：“虽然基顿为角色倾注了心血，但是在片中除了谴责迈克尔以前的罪行之外没有别的作用。”1993年，基顿出演《曼哈顿神秘谋杀案》（Manhattan Murder Mystery），也是她和艾伦自1979年以来再度合作。这个角色原定米娅·法罗出演，但是法罗在和艾伦分手后退出了剧组。
1995年，基顿导演了《真情赤子心》（Unstrung Heroes），也是她导演的第一部在影院上映的故事片。故事根据弗朗兹·利兹的回忆录改编，讲述一个名叫内森·瓦特的男孩的母亲患了癌症，而父亲逐渐疏远他们，男孩被送到两个古怪的舅舅身边。基顿将故事的背景从小说中的纽约搬到了自己的家乡加州南部。虽然这部影片只是小范围发行，并且票房收入一般，但是影片和导演受到评论界的好评。
这个时期，基顿最成功的影片莫过于《大老婆俱乐部》，她和戈尔迪·霍恩、贝蒂·米勒携手演绎了三个“大老婆”：中年妇女，丈夫因为喜新厌旧与她们离婚。基顿宣称这部影片的拍摄“挽救了她的生活”。该片在北美市场票房收入高达1.05亿美金，并且受到中年妇女的热捧。基顿和她的同伴的表演也受到了肯定，《旧金山调查者》认为“基顿可能是当今最好的喜剧女演员”。
1996年，基顿还主演了影片《马文的房间》，在片中扮演一个患白血病的女性，梅麗·史翠普饰演她感情疏远的姐姐。基顿也获得了她的第三次奥斯卡奖提名。虽然评论不错，但是影片没有大范围公映，可能也是基顿最终没有获得奥斯卡奖的原因。基顿认为扮演该片最大的难度在于理解一个得了绝症的人的心理状态。

### 2000年代
2000年，基顿的第一部影片是和梅格·瑞安、丽莎·库卓一起主演的《来电传情》（Hanging Up），基顿还担任了该片的导演。尽管在1996年的一次采访时她曾经宣称不再导演自己主演的影片，“作为导演，就会有不同的目标。当我表演的时候就不会考虑导演的工作。”影片讲述了三姐妹和她们年迈的父亲一起生活的趣事。片子反响一般，在北美票房收入为3600万美金。
2001年，基顿和沃伦·比蒂再度携手出演新片《城里城外》（Town & Country），评论和票房双双失利。影片预算为9千万美金，而北美票房只有7百万美金。《滚石杂志》评论：“《城里城外》比讣告还不值得评论...毁坏了演员的名誉，包括沃伦·比蒂和黛安·基顿。”2001年和2002年，基顿参演了四部低成本的电视电影。
2003年，影片《爱是妥协》成为基顿一个新的高峰。该片由南茜·迈耶斯执导，男主角为杰克·尼克遜。尼克遜和基顿当时分别是66岁和57岁，担当了这部浪漫喜剧的主演。二十世纪福斯影片公司认为主演的年纪太大，而不愿意投资该影片。基顿在接受《妇女家庭杂志》的采访时说；“像我和杰克年龄的人爱得更深，更充满热情，因为他们已经经历了太多。他们有很多的激情和希望，为什么他们不能恋爱？为什么电影不能表现这些？”在片中，基顿扮演一个中年女子，爱上了她女儿的老男友。该片在北美票房收入为1.25亿美金。美国著名影评人罗杰·埃伯特撰文写道：“尼克遜和基顿给他们的角色带入了自己的感受、知识和幽默，这是我们从未希望能在银幕上看到的。”该片为基顿带来了第四个奥斯卡提名。
2005年，基顿和莎拉·潔西卡·帕克一起出演喜剧《斯通家族》（The Family Stone）。2007年，她和曼迪·摩尔一起主演的《爱得过火》（Because I Said So）上映。
同时，基顿还作为制片人制作了一系列电影和连续剧，如福克斯广播公司系列剧《新豪门恩怨》（Pasadena）。她还制作了格斯·范·桑特导演的关于校园枪杀案的电影《大象》（Elephant）。基顿制作该影片的原因是：“我觉得这是我作为一个成人的责任，去理解年轻人怎么了。”
除了电影外，基顿还在摄影方面显示了强烈的兴趣。作为一个收藏家，她接受《浮华世界》杂志采访的时候说：“我已经收集了大量的图片-电影中的接吻照片。我喜欢生动的东西。”她还举办过一些她自己拍摄的作品展览，并且作为编辑出版了一系列摄影书籍。
基顿还是一个不动产投资商，她在加利福尼亚州南部买入房产，在重新设计装修后出售。2003年，麦当娜花费650万美金向基顿购买了贝佛利山的一座宅第。
2007年，基顿获得林肯中心电影协会的表彰。
2008年，基頓與皇后·拉蒂法、凱蒂·荷姆斯合演《有錢真好》。

### 2010年代
2010年，基顿和夏里遜·福、麗素·麥雅當絲一起主演喜劇電影《晨間新聞》（Morning Glory），扮演一位在虛構節目《晨光第一笑》的資深電視主持人

## 个人生活

### 爱情和孩子
1970年代，基顿和导演伍迪·艾伦共谱了一段著名的罗曼史。他们相识于《呆头鹅》的试戏，直到一次深夜排练后的晚餐才互相开始了解。艾伦说基顿的幽默感吸引了他。他们很快同居，但是1972年关系转淡。1971年到1993年，他们一起合作了8部影片。1979年，基顿开始和《赤色分子》男主角沃伦·比蒂约会。在影片拍摄结束后，他们的关系也到了尽头。分手的主要原因是影片制作过程中太多的压力、分歧，以及不断出现的财务和档期问题。基顿与艾伦和比蒂一直保持着联系，但是称艾伦是她最好的朋友之一。在《教父》系列的摄制过程中，基顿和艾尔·帕西诺也传出恋情。时断时续的关系在《教父3》完成后也画上了句号。基顿如此评价他们的关系：“艾尔是最使人愉快的人...对我来说，他有一张最漂亮的脸孔。我认为沃伦十分英俊，而艾尔则迷人得致命。”
黛安·基顿于1996年收养了女孩德克斯特（Dexter），2001年又收养了男孩杜克（Duke）。
她和男演员迈克尔·基顿没有血缘关系。和黛安一样，迈克尔也是修改了自己的姓而不至于和另一位著名的男演员迈克尔·道格拉斯相混淆。

### 宗教信仰
1987年，在《天堂》的纪录片里，基顿说，“我从小就信仰宗教...我对宗教感兴趣是因为我希望能去天堂。”但是她同时又觉得自己是不可知论者。
伍迪·艾伦说，“她相信上帝，但是她同时相信收音机工作的原理是有小人在里面。”

## 奖项和提名

### 奥斯卡
获奖：
- 1977年：最佳女主角奖 《安妮·霍尔》（Annie Hall）

提名：
- 1981年：最佳女主角奖 《赤色分子》（Reds）
- 1996年：最佳女主角奖 《马文的房间》（Marvin's Room）
- 2003年：最佳女主角奖 《爱是妥协》（Something's Gotta Give）

### 英国电影学院奖
获奖：
- 1977年：最佳女主角奖《安妮·霍尔》（Annie Hall）

提名：
- 1979年：最佳女主角奖 《曼哈顿》（Manhattan）
- 1981年：最佳女主角奖 《赤色分子》（Reds）

### 艾美奖
提名：
- 1995年：连续短剧/电视电影最佳女主角 《最后的飞行》（Amelia Earhart: The Final Flight）

### 金球奖
获奖：
- 1978年：最佳女主角奖-喜剧与音乐剧类 《安妮·霍尔》（Annie Hall）
- 2004年：最佳女主角奖-喜剧与音乐剧类 《爱是妥协》（Something's Gotta Give）

提名：
- 1978年：最佳女主角奖-剧情类 《寻找顾巴先生》(Looking for Mr. Goodbar）
- 1982年：最佳女主角奖-剧情类 《赤色分子》（Reds）
- 1983年：最佳女主角奖-剧情类 《月落妇人心》（Shoot the Moon）
- 1985年：最佳女主角奖-剧情类 《铁窗外的春天》（Mrs. Soffe）
- 1988年：最佳女主角奖-喜剧与音乐剧类 《婴儿炸弹》（Baby Boom）
- 1994年：最佳女主角奖-喜剧与音乐剧类 《曼哈顿神秘谋杀案》（Manhattan Murder Mystery）
- 1995年：最佳女主角奖-连续短剧与电视电影 《阿梅莉亚·埃尔哈特：最后一次飞行》（Amelia Earhart: The Final Flight）